# Benfica Women's Soccer Club
Pour les articles homonymes, voir Benfica (homonymie).
Maillots
Le Benfica Women's Soccer Club est un club de football basé à Waterford. Créé en 1965, le Benfica WSC a été connu sous différentes dénomination Benfica Ladies Football Club et Mitsubishi Benfica. Pendant les décennies 1970, 1980 et 1990, il domine le football féminin irlandais remportant à trois reprises la Coupe d'Irlande alors seule compétition à l'échelle nationale dans le pays.

## Histoire
Le Benfica est créé en 1965 par Joey O'Callaghan et Sean Cuddihy. C'est à l'origine un club mixte qui pratique essentiellement le Foot à 5. Le club est nommé en hommage au Benfica Lisbonne, le club de Eusébio nommé cette année-là Ballon d'or et idole des fondateurs du club.
Le club évolue ensuite vers une pratique spécifiquement féminine. Il dispute alors divers championnat en Irlande, au niveau comtal, provincial et national. Il s'inscrit tout d'abord à la Waterford Ladies League. En 1973, Benfica est un des membres fondateurs de la Ladies League of Ireland. En 1987, quand cette épreuve reprend, Benfica est toujours là aux côtés de Cork Rangers, Cork Celtic, Greenpark de Limerick et Dublin Castle,,.
Alors que le club dispute la Ladies League of Ireland, il est sponsorisé par le groupe Mitsubishi,. Il en prend temporairement le nom. Ce championnat ne dure que trois saisons et Benfica s'inscrit alors dans la Cork Ladies League.
Lors des années 1990, le club évolue dans la Munster Ladies League avant d'évoluer dans la décennie suivante à la fois dans la Dublin Women's Soccer League, et dans la Wexford and District League.
Le club n'évolue plus aujourd'hui au plus haut niveau national. Son équipe première dispute la Waterford District Girls League.

## La Coupe d'Irlande
Au cours des années 1980 et 1990, le Benfica WFC dispute la Coupe d'Irlande de football féminin. C'est alors la seule compétition nationale. Elle regroupe tous les clubs des différentes ligues provinciales. Benfica se hisse à cinq reprises en finale de la compétition et la remporte trois fois.
Après avoir perdu la finale de 1986 contre le club de Dublin Castle, Benfica remporte sa première Coupe d'Irlande en dominant Boyne Rovers en finale 1987 sur le score de 3 buts à 2,. La match avait lieu à Dalymount Park.
Lors de la finale 1989, Benfica bat Rathfarnham United 4 à 2 après prolongations. À cette occasion l'équipe comprend quatre joueuses qui sont alors en équipe nationale irlandaise : Eithne Hennessy, Siobhan Furlong, Yvonne Lyons et Therese Leahy. En 1992, Benfica s'incline en finale contre Welsox aux tirs au but.
La dernière victoire en Coupe d'Irlande a lieu en 1993 au terme d'une finale très controversée. Benfica rencontre en finale College Corinthians qui l'emporte sur le score d'un but à zéro. Mais très vite la fédération irlandaise s’aperçoit que le club des Corinthians a fait jouer deux joueuses qui n'étaient pas dument enregistrées. Le match est donc annulé et rejoué quelques jours après. Benfica l'emporte largement lors du matchs d'appui, 3 à 0, avec deux buts inscrits par Ciara Grant, future internationale irlandaise, alors âgée d'à peine 15 ans,.

## Palmarès
- Coupe d'Irlande
  - Vainqueur : 1987, 1989 et 1993
  - Finaliste : 1986 et 1992